# Mate Chimarrão
Mate Chimarrão Funada (antiga Mate Chimarrão Libra), conhecido também pela alcunha Água de Camalote ou Água do Pantanal, é um refrigerante fundado, patenteado e vendido na cidade de Corumbá, Mato Grosso do Sul, Brasil. A bebida, que sai gelada do processo de engarrafamento para os engradados, foi patenteada pela Libra e tem como matéria-prima a erva-mate, praticamente a mesma usada no tereré, diferindo na moagem, sendo os pedaços um pouco maiores. O refrigerante é muito consumido em Corumbá em conjunto com a saltenhas, empanadas que são símbolos locais vendidas em saltenharias, lanchonetes inclusive que tem origem na cidade.
Até 2012 era produzida pela empresa local Libra e entre 2012 e 2015 foi assumida dela empresa Cervejaria Colônia. Desde 2016 a produção do Mate Chimarrão é realizada integralmente na indústria pela empresa Funada, desde o aroma até o produto final.
É produzido em garrafas retornáveis de 355 ml ou em latinhas de 350 ml. A bebida concorre, no mercado local, com marcas de renome, como a Coca-Cola. A aceitação do refrigerante em Corumbá é ratificada pelos donos de bares e lanchonetes da cidade. Todo o trabalho respeita regras de completa assepsia, com o xarope e o gás percorrendo tubulações ao longo da cervejaria e se encontrando no engarrafamento. Por hora são engarrafadas 7,6 mil garrafas da bebida, que é o carro-chefe da companhia.